# G. G. Anderson

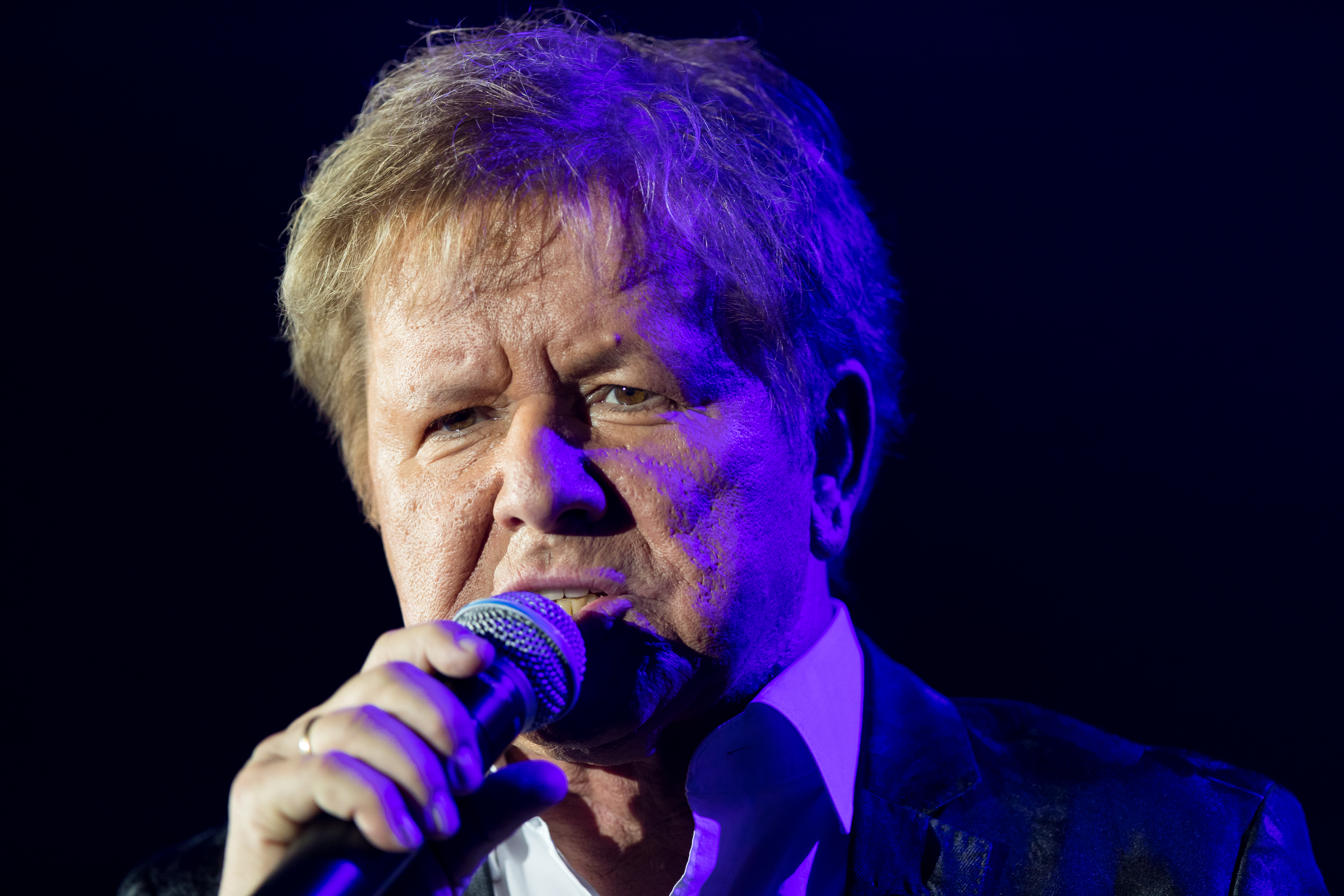
G. G. Anderson (2017)

G. G. Anderson (* 4. Dezember 1949 als Gerd Grabowski in Eschwege) ist ein deutscher Schlagersänger, Komponist und Musikproduzent. Zu seinen bekanntesten Titel zählen Mama Lorraine und Sommernacht in Rom. Als Komponist schuf er über 1000 deutsch- und englischsprachige Titel, wie für Roland Kaiser, Boney M., Andrea Jürgens, Mary Roos, Jürgen Drews, Karel Gott und die Wildecker Herzbuben.

## Leben
Gerd Grabowski absolvierte nach seinem Abschluss der Realschule eine Ausbildung zum Elektriker. Parallel zur Ausbildung arbeitete er als Sänger und Schlagzeuger.
In erster Ehe war er mit seiner langjährigen Jugendfreundin zusammen. Seit 1987 ist er erneut verheiratet. Aus beiden Ehen hat er je einen Sohn. Seit Juli 1997 ist G. G. Anderson Ehrenbürger der Stadt Eschwege. 2013 erlitt er zwei Schlaganfälle.

## Musikalische Karriere
Seine musikalische Karriere begann 1964 als Mitglied bei der Band „The Rackets“. 1968 sang er bei den Blue Moons auf dem Burg-Herzberg-Festival. Von 1970 bis 1972 war er Teil der Band „Love and Tears“, die Begleitband von Michael Holm. 1973 startete er seine Solokarriere unter dem Künstlernamen „Alexander Marco“, von 1977 bis 1979 sang er als „Tony Bell“. Aus seiner Begleitband ging das Volksmusik-Duo Wildecker Herzbuben hervor, für die er auch einige Lieder komponierte.
Seit 1980 tritt er unter dem Pseudonym „G. G. Anderson“ auf und hatte seitdem als Solokünstler größere Erfolge. Im April 1981 hatte er mit Mama Lorraine seinen ersten Charterfolg in den deutschen Singlecharts und zugleich seine einzige Top-10-Platzierung. Es folgten Hits wie Am weißen Strand von San Angelo und Santa Lucia – versunken im Meer. Im Mai 1985 gelang ihm ein weiterer Erfolg mit dem Titel Sommernacht in Rom, mit dem er sich auf Platz 28 der deutschen Singlecharts platzierte und mit Platz 16 seine einzige Chartplatzierung mit einer Single in Österreich in den Ö3 Austria Top 40. Nach diesem Titel wurde er zu mehreren Musikshows eingeladen, so trat er mehrfach mit Liedern wie Ti amo Maria oder Sommer Sonne Cabrio in der ZDF-Hitparade auf.

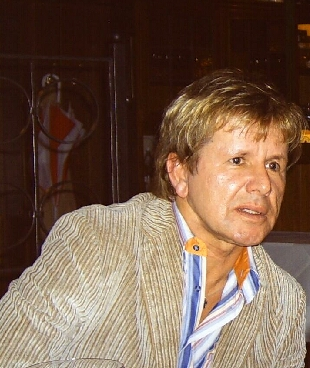
G. G. Anderson (2005)

1988 wurde Anderson mit seinem Titel Hättest Du heut’ Zeit für mich? Viertplatzierter der deutschen Vorentscheidung zum Eurovision Song Contest. 1998 wechselte er die Plattenfirma von BMG/Hansa Records zu Koch Music. Seitdem erschien jährlich ein neues Album. 2007 brachte er mit Zwei Herzen im Schnee ein Weihnachtsalbum heraus. Mit Die Sterne von Rom erreichte er 2014 seine 15. Notierung in den deutschen Charts; mit Platz 23 stellte das Album zudem die von Was ich Dir sagen möchte im Jahr 1985 erreichte Bestplatzierung ein. Im Juni 2024 erschien Andersons 30. Studioalbum Sieben Leben, das Platz 18 in den deutschen Albumcharts erzielte. Mit der Veröffentlichung des Albums kündigte er seinen Rückzug aus dem Musikgeschäft an.
Als Komponist schuf Anderson über 1000 deutsch- und englischsprachige Titel und arbeitete mehrere Jahre lang mit Komponisten wie Bernd Dietrich oder Ekki Stein sowie Engelbert Simons zusammen, die an einer Vielzahl seiner Kompositionen maßgeblich beteiligt sind. Er schrieb Lieder für zahlreiche namhafte Künstler wie Roland Kaiser (Schach Matt, Lieb’ mich ein letztes Mal, Flieg mit mir zu den Sternen, Egoist), Boney M. (Give It Up), Mireille Mathieu (Ich schau' in Deine Augen, Wolke im Wind, Lieben heißt für mich, mit Dir zu leben), Die Amigos (Die Stunden der Tränen, Diese Nacht wird schön, Bleib heute Nacht), Andrea Jürgens (Chinatown ist in New York, Heut' wird es rote Rosen regnen), Andy Borg (Da lacht das Leben, Wieviel Liebe hat ein Leben, Himmelsmärchen), Audrey Landers (Manuel Goodbye, Farewell), Engelbert (The Spanish Night is Over), Heino (Ja, ja, die Katja die hat ja, Die Liebe ist das Gold des Lebens), Bernhard Brink (Du natürlich, Komm' und führ' mich in Versuchung), Rex Gildo (Rendezvous auf spanisch, Mamma mia), Jürgen Drews (Rock 'N' Roll Queen (Rockin' Tonight), Wir seh'n uns wieder in den Rocky-Mountains, Wo bist du?), Karel Gott (Der Sommer in Athen, Diese Nacht ist wie ein Märchen, Heißkalte Tränen), Uta Bresan (Ich will nach Hause zu Dir, Kneif mich mal), Mary Roos (Marianne, Nur im Traum), Francine Jordi (Du, für immer du, Ich werd mit dir geh'n, Was ist denn hier los), Tony Christie (All Over The World, I'm A Lucky Man, Sweet Romantic Blue Eyes, Oh mi amor), Wildecker Herzbuben (Herzilein, Schützenkönig möcht' ich einmal sein, Schön ist die Jugend), Thomas Anders (Ich hatte mal Freunde, Ich will nicht Dein Leben), Wolfgang Petry (Scheissegal, Geil, geil, geil (Wir sind die Größten), Die längste Single der Welt – Teil 2), Goombay Dance Band (Isle Of Atlantis, Rain, Christmas At Sea) und Laura Branigan (Satisfaction).
Im Februar 2024 wurde bekannt, dass Anderson die Hauptrolle in der Kino-Verfilmung von Kristina Böhms Roman Splitter in unseren Herzen spielt.

## Diskografie
Studioalben

| Jahr | Titel                                                              | Höchstplatzierung, Gesamtwochen, AuszeichnungChartplatzierungen (Jahr, Titel, Platzierungen, Wochen, Auszeichnungen, Anmerkungen) | Höchstplatzierung, Gesamtwochen, AuszeichnungChartplatzierungen (Jahr, Titel, Platzierungen, Wochen, Auszeichnungen, Anmerkungen) | Höchstplatzierung, Gesamtwochen, AuszeichnungChartplatzierungen (Jahr, Titel, Platzierungen, Wochen, Auszeichnungen, Anmerkungen) | Anmerkungen                              |
| Jahr | Titel                                                              | DE | AT | CH | Anmerkungen                              |
| ---- | ------------------------------------------------------------------ | --- | --- | --- | ---------------------------------------- |
| 1981 | Always & Ever                                                      | — | — | — | Erstveröffentlichung: September 1981     |
| 1984 | Lass uns träumen                                                   | — | — | — | Erstveröffentlichung: Oktober 1984       |
| 1985 | Was ich Dir sagen möchte / Sommernacht in Rom (erweiterte Fassung) | DE23 (9 Wo.)DE | AT22 (6 Wo.)AT | — | Erstveröffentlichung: September 1985     |
| 1986 | Ich glaube an die Zärtlichkeit                                     | DE38 (7 Wo.)DE | — | — | Erstveröffentlichung: September 1986     |
| 1987 | Vergiss die Liebe nicht                                            | — | — | — | Erstveröffentlichung: September 1987     |
| 1988 | Herzklopfen                                                        | — | — | — | Erstveröffentlichung: Oktober 1988       |
| 1989 | Traumreise für zwei                                                | — | — | — | Erstveröffentlichung: 18. August 1989    |
| 1990 | Heut’ geht’s uns gut (so soll es bleiben)                          | — | — | — | Erstveröffentlichung: September 1990     |
| 1992 | Weiße Rosen schenk’ ich dir                                        | — | — | — | Erstveröffentlichung: 3. August 1992     |
| 1995 | Ich lieb’ Dich                                                     | — | — | — | Erstveröffentlichung: 13. März 1995      |
| 1998 | G. G. Anderson ’98                                                 | — | — | — | Erstveröffentlichung: 9. März 1998       |
| 1999 | Eine Nacht, die nie vergeht                                        | — | — | — | Erstveröffentlichung: 23. August 1999    |
| 2000 | Nein heißt ja                                                      | DE55 (2 Wo.)DE | AT35 (4 Wo.)AT | — | Erstveröffentlichung: 25. August 2000    |
| 2001 | Feuer & Flamme                                                     | DE100 (1 Wo.)DE | AT27 (7 Wo.)AT | — | Erstveröffentlichung: 14. September 2001 |
| 2003 | Herz auf Rot                                                       | DE63 (1 Wo.)DE | — | — | Erstveröffentlichung: 23. Juni 2003      |
| 2004 | Einmal hüh – einmal hott                                           | DE70 (4 Wo.)DE | AT26 (11 Wo.)AT | — | Erstveröffentlichung: 7. Juni 2004       |
| 2005 | Für Dich                                                           | DE79 (3 Wo.)DE | AT41 (9 Wo.)AT | — | Erstveröffentlichung: 30. Mai 2005       |
| 2006 | Zeit zum Träumen                                                   | DE40 (4 Wo.)DE | AT20 (8 Wo.)AT | — | Erstveröffentlichung: 7. Juli 2006       |
| 2007 | Lebenslust                                                         | DE61 (2 Wo.)DE | AT31 (4 Wo.)AT | CH92 (1 Wo.)CH | Erstveröffentlichung: 22. Juni 2007      |
| 2009 | Alle Liebe dieser Welt                                             | DE60 (2 Wo.)DE | AT29 (4 Wo.)AT | — | Erstveröffentlichung: 6. Februar 2009    |
| 2010 | Besser geht nicht                                                  | DE31 (2 Wo.)DE | AT33 (3 Wo.)AT | CH65 (1 Wo.)CH | Erstveröffentlichung: 23. April 2010     |
| 2011 | Eine Insel für uns beide                                           | DE54 (1 Wo.)DE | AT40 (3 Wo.)AT | CH76 (1 Wo.)CH | Erstveröffentlichung: 1. Juli 2011       |
| 2013 | San Valentino                                                      | DE34 (3 Wo.)DE | AT22 (8 Wo.)AT | — | Erstveröffentlichung: 25. Januar 2013    |
| 2014 | Die Sterne von Rom                                                 | DE23 (3 Wo.)DE | AT12 (3 Wo.)AT | CH46 (3 Wo.)CH | Erstveröffentlichung: 1. August 2014     |
| 2016 | In dieser Sommernacht                                              | DE14 (1 Wo.)DE | AT19 (3 Wo.)AT | CH47 (1 Wo.)CH | Erstveröffentlichung: 2. September 2016  |
| 2018 | Summerlove                                                         | DE5 (2 Wo.)DE | AT14 (5 Wo.)AT | CH18 (1 Wo.)CH | Erstveröffentlichung: 13. Juli 2018      |
| 2019 | Alles wird gut                                                     | DE17 (3 Wo.)DE | AT15 (3 Wo.)AT | CH49 (1 Wo.)CH | Erstveröffentlichung: 4. Oktober 2019    |
| 2021 | Wenn in Santa Maria                                                | DE12 (1 Wo.)DE | AT17 (2 Wo.)AT | CH24 (2 Wo.)CH | Erstveröffentlichung: 31. Dezember 2021  |
| 2024 | Sieben Leben                                                       | DE18 (1 Wo.)DE | AT8 (1 Wo.)AT | CH75 (1 Wo.)CH | Erstveröffentlichung: 7. Juni 2024       |

grau schraffiert: keine Chartdaten aus diesem Jahr verfügbar

## Auszeichnungen
- 1986: Sänger des Jahres
- 1991: Goldene Stimmgabel